# Чета
Чета представља основну тактичку јединицу неких родова копнене војске и позадинских служби. Обично броји 50 до 500 војника Оспособљена је за разноврсна дејства у најразличитијим условима. Састоји се од командног вода и још неколико (обично два до четири) водова који опредељују њену припадност роду или служби. Такође може садржати једно или више самосталних одељења. Чета може бити у саставу батаљона, здружених тактичких, самосталних родовских јединица копнене војске и самостална. У зависности од састава, намене и наоружања, може бити пешадијска, тенковска, извиђачка, инжињеријска, падобранска, чета везе, морнаричко-пешадијска и др. Величина чете се креће и до неколико стотина војника, а њоме командује официр најчешће у чину капетана.
У артиљерији јединица аналогна чети назива се батерија, а у коњици ескадрон.